# Salwa Eid Naser
Salwa Eid Naser, nata Ebelechukwu Agbapuonwu (in arabo سلوى عيد ناصر‎?; Onitsha, 23 maggio 1998), è una velocista bahreinita specializzata nei 400 metri piani, distanza di cui è stata campionessa mondiale a Doha 2019.
Nella stessa specialità è stata medaglia d'argento ai Mondiali di Londra 2017 e medaglia d'oro ai Mondiali under 18 di Cali 2015. Detiene inoltre il record asiatico della specialità con il tempo di 48"14, stabilito ai Mondiali 2019.

## Biografia
Nata a Onitsha da madre nigeriana e padre bahreinita, da bambina si trasferisce con la famiglia nel paese paterno, presso la città di Riffa. Appassionatasi sin da subito dell'atletica leggera, inizia le prime corse all'età di 11 anni, focalizzandosi in particolare nei 400 metri piani.
Raggiunge i primi successi in carriera nel 2014, conquistando due medaglie d'oro ai campionati arabi juniores del Cairo. Si dedica quindi più assiduamente all'atletica, ottenendo un miglior personale di 54"50 durante i trials asiatici per i Giochi olimpici giovanili di Nanchino. In Cina dimostra ulteriori progressi in termini di prestazioni, fermando il cronometro a 53"95 nel turno eliminatorio prima di conquistare la medaglia d'argento con un tempo di 52"74, dietro all'australiana Jessica Thornton. Prende parte anche alla staffetta 8×100 m mista, fregiandosi di una medaglia di bronzo.
L'anno successivo è fondamentale per la Naser, che inizia ad allenarsi con il bulgaro Janko Bratanov, già preparatore della connazione Kemi Adekoya. Agli inizi del 2015 stabilisce un nuovo primato nazionale under 20 nei 100 e 200 metri, rispettivamente con i tempi di 11"70 e 23"03. Si afferma a livello continentale conquistando l'oro nei 400 m agli asiatici under 18 di Doha 2015 in 53"02, davanti a Jisna Mathew (53"84) e Shereen Samson Vallabouy (55"14). Più tardi si conferma tra i migliori prospetti in circolazione ai Mondiali under 18 di Cali, superando la favorita Lynna Irby grazie ad un allungo negli ultimi 70 metri di gara e conquistando l'oro nei 400 metri. Nel rispetto dell'islam, durante la rassegna la giovane bahreinita gareggia con addosso un velo islamico e segue la tradizione del Ramadan, guadagnandosi per questo una certa popolarità. Grazie a tale successo la Naser diventa la seconda donna bahreinita a vincere una medaglia d'oro a livello mondiale, dopo Maryam Yusuf Jamal. Il multiplista Ashton Eaton, riconoscendo il talento e il futuro roseo della ragazza, la inviterà più tardi ad allenarsi con lui negli Stati Uniti a proprie spese.
Dopo il compimento dei 18 anni la ragazza di Onitsha smette di utilizzare l'hijab nelle competizioni di atletica. Ai Giochi olimpici di Rio de Janeiro 2016 sfiora di pochissimo la finale dei 400 metri piani, chiudendo terza in semifinale con un miglior personale di 50"88, dietro a Shericka Jackson e Natasha Hastings.
Ai campionati mondiali di Doha 2019 si laurea campionessa mondiale correndo in 48"14, nuovo record asiatico e terzo tempo di sempre nella storia dei 400 m piani, a 54 centesimi dal record mondiale di Marita Koch.
Nel giugno del 2020 è stata sospesa provvisoriamente dall'attività agonistica per aver infranto le norme antidoping sulla localizzazione degli atleti. Tornata a gareggiare, nel 2024 vince la medaglia d'argento nei 400 metri piani alle Olimpiadi di Parigi.

## Record nazionali
- 200 metri piani: 22"51 ( Stanford, 30 giugno 2019)[7]
- 400 metri piani: 48"14 ( Doha, 3 ottobre 2019)
- Staffetta 4×100 metri: 42"73 ( Giacarta, 30 agosto 2018) (Iman Essa Jasim, Edidiong Odiong, Hajar Alkhaldi, Salwa Eid Naser)
- Staffetta 4×400 metri: 3'30"61 ( Giacarta, 30 agosto 2018) (Aminat Jamal, Iman Essa Jasim, Edidiong Odiong, Salwa Eid Naser)

## Progressione

### 100 metri piani
| Stagione | Tempo | Luogo     | Data      | Rank. Mond. |
| -------- | ----- | --------- | --------- | ----------- |
| 2023     | 11"54 | Miami     | 29-5-2023 |             |
| 2019     | 11"24 | Salamanca | 8-6-2019  |             |
| 2015     | 11"70 | Plovdiv   | 28-6-2015 |             |

### 200 metri piani
| Stagione | Tempo | Luogo     | Data      | Rank. Mond. |
| -------- | ----- | --------- | --------- | ----------- |
| 2023     | 22"90 | Miami     | 29-5-2023 |             |
| 2019     | 22"51 | Palo Alto | 30-6-2019 |             |
| 2016     | 23"10 | Manama    | 16-4-2016 |             |
| 2015     | 23"03 | Plovdiv   | 28-6-2015 |             |
| 2014     | 24"61 | Il Cairo  | 26-4-2014 |             |

### 400 metri piani
| Stagione | Tempo | Luogo          | Data      | Rank. Mond. |
| -------- | ----- | -------------- | --------- | ----------- |
| 2023     | 49"78 | Huelva         | 6-6-2023  |             |
| 2019     | 48"14 | Doha           | 3-10-2019 |             |
| 2018     | 49"08 | Monaco         | 20-7-2018 |             |
| 2017     | 49"88 | Bruxelles      | 1-9-2017  |             |
| 2016     | 50"88 | Rio de Janeiro | 14-8-2016 |             |
| 2015     | 51"39 | Mungyeong      | 7-10-2015 |             |
| 2014     | 52"74 | Nanchino       | 23-8-2014 |             |

## Palmarès
| Anno | Manifestazione            | Sede           | Evento        | Risultato  | Prestazione | Note                                                      |
| ---- | ------------------------- | -------------- | ------------- | ---------- | ----------- | --------------------------------------------------------- |
| 2014 | Campionati arabi U20      | Il Cairo       | 200 m piani   | Oro        | 24"61       |                                                           |
| 2014 | Campionati arabi U20      | Il Cairo       | 400 m piani   | Oro        | 55"72       |                                                           |
| 2014 | Giochi olimpici giovanili | Nanchino       | 400 m piani   | Argento    | 52"74       | Miglior prestazione personale stagionale                  |
| 2014 | Giochi olimpici giovanili | Nanchino       | 8×100 m mista | Bronzo     | 1'43"60     |                                                           |
| 2015 | Asiatici U18              | Doha           | 400 m piani   | Oro        | 53"02       |                                                           |
| 2015 | Mondiali U18              | Cali           | 400 m piani   | Oro        | 51"50       |                                                           |
| 2016 | Asiatici indoor           | Doha           | 4×400 m       | Oro        | 3'35"07     |                                                           |
| 2016 | Giochi olimpici           | Rio de Janeiro | 400 m piani   | Semifinale | 50"88       | Miglior prestazione personale stagionale                  |
| 2017 | Mondiali                  | Londra         | 400 m piani   | Argento    | 50"06       | Record nazionale                                          |
| 2018 | Giochi asiatici           | Giacarta       | 400 m piani   | Oro        | 50"09       | Record dei Giochi                                         |
| 2018 | Giochi asiatici           | Giacarta       | 4×100 m       | Oro        | 42"73       | Record dei Giochi · Record nazionale                      |
| 2018 | Giochi asiatici           | Giacarta       | 4×400 m       | Argento    | 3'30"61     |                                                           |
| 2018 | Giochi asiatici           | Giacarta       | 4×400 m mista | dq         | dq          |                                                           |
| 2019 | Campionati asiatici       | Doha           | 200 m piani   | Oro        | 22"74       | Record dei campionati · Miglior prestazione personale     |
| 2019 | Campionati asiatici       | Doha           | 400 m piani   | Oro        | 51"34       | Miglior prestazione personale stagionale                  |
| 2019 | Campionati asiatici       | Doha           | 4×100 m       | Bronzo     | 43"61       |                                                           |
| 2019 | Campionati asiatici       | Doha           | 4×400 m       | Oro        | 3'32"10     |                                                           |
| 2019 | Campionati asiatici       | Doha           | 4×400 m mista | Oro        | 3'15"75     |                                                           |
| 2019 | Mondiali                  | Doha           | 400 m piani   | Oro        | 48"14       | Miglior prestazione mondiale stagionale · Record asiatico |
| 2019 | Mondiali                  | Doha           | 4×400 m mista | Bronzo     | 3'11"82     | Record asiatico                                           |
| 2023 | Giochi asiatici           | Hangzhou       | 200 m piani   | Finale     | dq          |                                                           |
| 2023 | Giochi asiatici           | Hangzhou       | 400 m piani   | Argento    | 50"92       |                                                           |
| 2023 | Giochi asiatici           | Hangzhou       | 4x400 m       | Oro        | 3'27"65     | Record dei Giochi · Record nazionale                      |
| 2023 | Giochi asiatici           | Hangzhou       | 4x400 m mista | Oro        | 3'14"02     | Record dei Giochi                                         |
| 2024 | World Relays              | Nassau         | 4×400 m mista | Batteria   | dnf         |                                                           |
| 2024 | Giochi olimpici           | Parigi         | 400 m piani   | Argento    | 48"53       |                                                           |

## Altre competizioni internazionali
2018
- Oro in Coppa continentale ( Ostrava), 400 m piani - 49"32
- Vincitrice della Diamond League nella specialità dei 400 m piani

2019
- Vincitrice della Diamond League nella specialità dei 400 m piani